# Gare de Lutzelbourg
Gare de Lutzelbourg vasútállomás Franciaországban, Lutzelbourg településen.

## Vasútvonalak
Az állomást az alábbi vasútvonalak érintik:
- Noisy-le-Sec-Strasbourg-Ville-vasútvonal
- Lutzelbourg-Drulingen-vasútvonal

## Kapcsolódó állomások
A vasútállomáshoz az alábbi állomások vannak a legközelebb:
- Gare de Saverne
- Gare de Réding